# تانگی ویل
تانگی ویل (به فرانسوی: Tanguy Viel) رمان‌نویس قرن بیستم میلادی اهل فرانسه است.